# Batrachoseps campi
Batrachoseps campi е вид земноводно от семейство Plethodontidae. Видът е застрашен от изчезване.

## Разпространение
Разпространен е в САЩ.

## Описание
Популацията на вида е намаляваща.